# Superintendentura Toruń Ewangelickiego Kościoła Unijnego

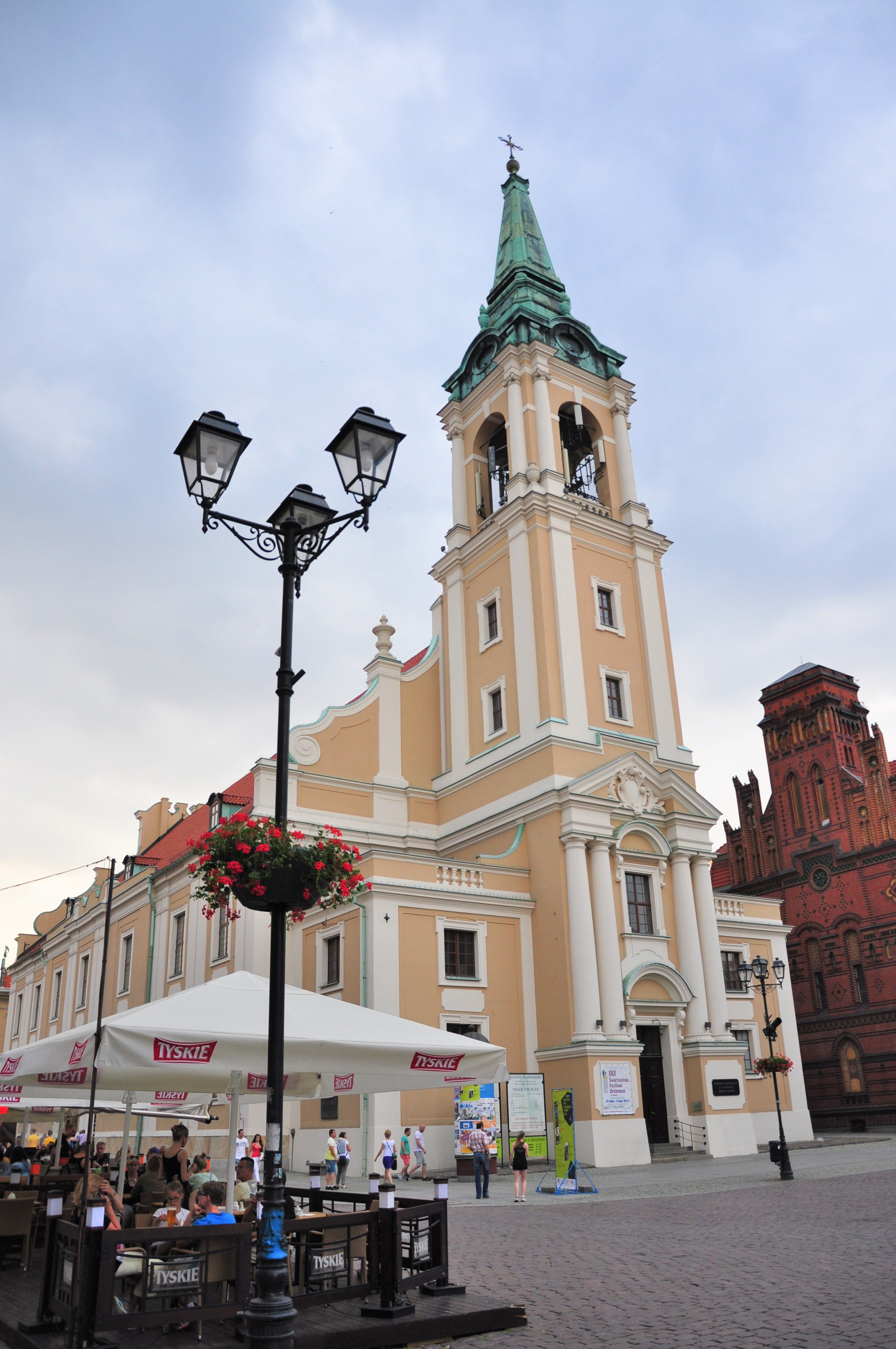
Dawny staromiejski kościół ewangelicki w Toruniu, obecnie katolicki kościół św. Ducha, stanowiący najważniejszą parafię w Superintendenturze Toruńskiej, przy której zazwyczaj rezydował Superintendent

Superintendentura Toruń Ewangelickiego Kościoła Unijnego – jednostka organizacyjna Ewangelickiego Kościoła Unijnego w Polsce istniejąca w okresie od 1920 (formalnie) do końca II Rzeczypospolitej. Wcześniej w okresie od 1815 do 1920 była jednostką organizacyjną Ewangelickiego Kościoła Unii Staropruskiej. Obejmowała grupę gmin kościelnych (zborów) czyli parafii tego Kościoła, skupionych wokół miasta Toruń.

## Historia
Po przyłączeniu Torunia w ramach II-go rozbioru Polski w 1793 diametralnie zmieniała się pozycja Kościoła ewangelickiego w mieście i okolicach. Przede wszystkim wiązało się to z utratą dotychczasowej autonomii i zlikwidowaniem urzędu do spraw kościelnych (Kirchenamt) oraz tzw. "Konwentu Duchownych", działających od 1605. Do Kirchenamtu należały kwestie kościelne w Toruniu i jego terytorium, m.in. egzaminowanie kandydatów na pastorów, przygotowanie ich do ordynacji, stanie na straży czystości doktryny luterańskiej, nadzór nad dyscypliną kościelną czy nadzór nad wszystkimi duchownymi i nauczycielami.
W ciągu XIX w. kilkakrotnej reorganizacji podlegała organizacja i zasięg terytorialny konsystorza oraz władz państwowych. Superintendentura toruńska podlegała od 1816 pod konsystorz w Gdańsku, w latach 1832-1886 w Królewcu, następnie do 1920 ponownie w Gdańsku. Od tej daty czyli roku przyłączenia miasta do Polski diecezja toruńska podlegała pod konsystorz ewangelicki w Poznaniu. W 1818 w skład okręgu kościelnego wchodziło 5 parafii: Staromiejska, Nowomiejska i św. Jerzego w Toruniu, oraz parafie w Górsku i Grębocinie, w skład której wchodziły również kościoły w Rogowie i Lubiczu. W następnych latach do diecezji toruńskiej wchodziły kolejne parafie ewangelickie. W 1844 włączono parafię w Chełmży, a w 1853 parafię w Kowalewie (później weszła w skład nowo powstałej superintendentury wąbrzeskiej). Około 1866 do superintendentury należało 298 miejscowości, podzielonych na 7 parafii. W kolejnych latach wobec napływu na ziemie osadników niemieckich tworzono nowe parafie m.in. na Podgórzu w 1898. W 1897 część parafii utworzyła nową diecezję ewangelicką z siedzibą w Wąbrzeźnie (Superintendentura Wąbrzeźno Ewangelickiego Kościoła Unijnego) m.in. parafia w Kowalewie.
Powstała w czasach zaboru pruskiego do 1920 sieć parafialna praktycznie przetrwała bez zmian (jednak znaczny odpływ Niemców spowodował sytuacje, iż jeden pastor obsługiwał kilka parafii) aż do roku 1945, kiedy to wszystkie parafie zostały zlikwidowane (całkowita ucieczka i wysiedlenie osób wyznania ewangelickiego). Schedę po nich przejęła polska parafia ewangwelicko-augsburska w Toruniu istniejąca od 1921. W większości przypadków pozostałe po parafiach świątynie przejął Kościół rzymskokatolicki, część zaś uległa zniszczeniu m.in. kościoły w Gostkowie, Zelgnie, Rzęczkowie, nowy kościół w Grębocinie (stary kościół - gotycki po okresie znacznego zniszczenia odbudowywany został w latach 1998-2004 i obecnie mieści Muzeum Piśmiennictwa i Drukarstwa) czy Lubiczu.

## Statystyka
| Parafia                                             | Liczba wiernych (1937) |
| --------------------------------------------------- | ---------------------- |
| Wielka Zławieś pow. Toruń                           | 900                    |
| Chełmża pow. Toruń                                  | 737                    |
| Grabowiec pow. Toruń                                | 790                    |
| Grębocin Lubicz Rogowo pow. Toruń                   | 604                    |
| Górsk pow. Toruń                                    | 1200                   |
| Lulkowo pow. Toruń                                  | 160                    |
| Gostkowo pow. Toruń                                 | 190                    |
| Ostromecko pow. Chełmno                             | 714                    |
| Otłoczyn pow. Toruń                                 | 80                     |
| Podgórz (od 1938 dzielnica Torunia) pow. Toruń      | 600                    |
| Rzęczkowo pow. Toruń                                | 724                    |
| Rudak-Stawki (od 1938 dzielnice Torunia) pow. Toruń | 250                    |
| Zelgno pow. Toruń                                   | 308                    |
| Toruń Stare Miasto                                  | 1050                   |
| Toruń Nowe Miasto                                   | 350                    |
| Toruń św. Jerzego zbory: zachodni i wschodni        | 750                    |